# Adam Helewka
Adam Helewka (* 21. červenec 1995 Burnaby, Kanada) je profesionální kanadský hokejový útočník.

## Kariéra
Helewka začal hrát hokej v týmu Burnaby Winter Club, za nějž hrál Minor Hockey League a následně v týmu Vancouver Northwest Giants z BC Hockey Major Midget League. Poté, co byl původně vyřazen ze svého týmu, během druhého ročníku a nedokázal se připojit k týmu Giants, se zapsal na Athol Murray College of Notre Dame, kde následně také hrál. Po dvou sezónách v Notre Dame, se připojil k týmu Giants pro sezónu 2011/12.
Po jedné sezóně s Giants se Helewka připojil k týmu Spokane Chiefs, jenž hraje Western Hockey League, V týmu Helewka strávil sezónu 2012/13. Během ní Helewka ovládl statistiky nováčků a to s 10 góly a 17 asistencí v 60 zápasech. Nakonec také vyhrál týmovou cenu Nováček roku.
Přestože měl Helewka nárok na vstupní draft NHL v letech 2013 a 2014, nebyl draftován žádným týmem a zůstal způsobilý pro draft v následujícím roce 2015. Během sezóny 2014/15 Helewka zvýšil svou produktivitu a zaznamenal 44 gólů a 43 asistencí za 87 bodů v 69 zápasech. Díky tomu byl v létě draftován týmem San Jose Sharks jako 106. celkově.
Dne 16. prosince 2015 byl Helewka vyloučen na šest zápasů v důsledku bitky s Parkerem Wotherspoonem z Tri City Americans. Vyloučení na šest zápasů bylo nejdelší v soutěži v dané sezóně a navíc znamenalo pro tým pokutu 1 000 dolarů. Po konci trestu Helewka přestoupil do týmu Red Deer Rebels výměnou za Wyatta Johnsona, Eliho Zummacka a výběr ve 2. kole v draftu Western Hockey League 2016 a výběr v 5. kole ve vstupním draftu WHL v roce 2017. Svou hlavní juniorskou hokejovou kariéru uzavřel 3. března 2016 podpisem tříleté vstupní smlouvy se San Jose Sharks.
Po dokončení juniorské kariéry se Helewka na sezónu 2016/17 připojil k farmářskému týmu San Jose Sharks hrajícího American Hockey League (AHL), San Jose Barracuda. Ve své první sezóně v týmu zaznamenal Helewka 14 gólů a 15 asistencí v 58 zápasech. 15. června 2018 Sharks vyměnili Helewku do Arizona Coyotes, výměnou za Kylea Wooda. V době výměny zaznamenal ve 121 zápasech kariéry 23 gólů a 44 asistencí za 67 bodů. Okamžitě se připojil k farmě Coyotů, Tucson Roadrunners, pro sezónu 2018/19, než byl v její polovině vyměněn do Nashville Predators. Navzdory výměně pokračoval Helewka v nastavování nových kariérních maxim v bodech s 38 a góly s 16 až 48 kombinovaný zápasy s Milwaukee Admirals a Roadrunners. V důsledku toho podepsal 27. února 2019 roční smlouvu, díky níž zůstal v organizaci Predators.
Helewka nepůsobil v organizaci Predators dlouho, protože jej 22. června 2019 klub vyměnil do New Jersey Devils. Před začátkem sezóny 2019/20 však Helewka opustil Severní Ameriku a připojil se k Barys Nur-Sultan z Kontinentální hokejové ligy (KHL). V něm odehrál osm zápasů, než se připojil k týmu Linköping HC, týmu hrajícího Švédskou hokejovou ligu. Během pandemie-Covid-19 hrál Helewka na hostování v HKM Zvolen Slovenskou Tipos extraligu.
24. dubna 2020 se Helewka vrátil do Severní Ameriky, kde následně podepsal novou smlouvu v AHL s Cleveland Monsters, jenž je farmářským týmem Columbus Blue Jackets.
Po dvou sezónách v Cleveland Monsters Helewka opustil AHL a vrátil se do zahraničí, když 22. června 2022 podepsal roční smlouvou s rakouským klubem HC Innsbruck hrající ICEHL.

## Ocenění a úspěchy
- 2015 WHL – Západní Druhý All-Star Tým
- 2023 ICEHL – All-Star Tým
- 2023 ICEHL – Nejlepší střelec

## Prvenství

### KHL
- Debut – 3. září 2019 (Barys Nur-Sultan proti Admiral Vladivostok)
- První asistence – 3. září 2019 (Barys Nur-Sultan proti Admiral Vladivostok)
- První gól – 9. září 2019 (HC Rudá hvězda Kunlun proti Barys Nur-Sultan, českému brankáři Šimonu Hrubcovi)

### ČHL
- Debut – 23. ledna 2024 (HC Oceláři Třinec proti HC Kometa Brno)
- První asistence – 23. ledna 2024 (HC Oceláři Třinec proti HC Kometa Brno)
- První gól – 26. ledna 2024 (HC Oceláři Třinec proti HC Škoda Plzeň, slovenskému brankáři Samuelu Hlavajovi)

## Klubová statistika
| Sezóna       | Klub               | Soutěž       |     | Základní část | Základní část | Základní část | Základní část | Základní část |   | Play off | Play off | Play off | Play off | Play off |
| Sezóna       | Klub               | Soutěž       | Z   | G             | A             | B             | TM            | Z             | G | A        | B        | TM       |          |          |
| 2012–13      | Spokane Chiefs     | WHL          | 60  | 10            | 17            | 27            | 12            | 9             | 1 | 2        | 3        | 2        |          |          |
| 2013–14      | Spokane Chiefs     | WHL          | 62  | 23            | 27            | 50            | 32            | 4             | 0 | 0        | 0        | 4        |          |          |
| 2014–15      | Spokane Chiefs     | WHL          | 69  | 44            | 43            | 87            | 59            | 6             | 3 | 2        | 5        | 12       |          |          |
| 2015–16      | San Jose Barracuda | AHL          | 3   | 0             | 1             | 1             | 0             | —             | — | —        | —        | —        |          |          |
| 2015–16      | Spokane Chiefs     | WHL          | 19  | 16            | 13            | 29            | 23            | —             | — | —        | —        | —        |          |          |
| 2015–16      | Red Deer Rebels    | WHL          | 34  | 26            | 19            | 45            | 34            | 17            | 9 | 9        | 18       | 18       |          |          |
| 2016–17      | San Jose Barracuda | AHL          | 58  | 14            | 15            | 29            | 28            | 12            | 3 | 0        | 3        | 6        |          |          |
| 2016–17      | Allen Americans    | ECHL         | 2   | 0             | 0             | 0             | 0             | —             | — | —        | —        | —        |          |          |
| 2017–18      | San Jose Barracuda | AHL          | 63  | 9             | 29            | 38            | 29            | 4             | 1 | 2        | 3        | 0        |          |          |
| 2018–19      | Tucson Roadrunners | AHL          | 41  | 13            | 18            | 31            | 20            | —             | — | —        | —        | —        |          |          |
| 2018–19      | Milwaukee Admirals | AHL          | 24  | 8             | 11            | 19            | 2             | 5             | 0 | 0        | 0        | 2        |          |          |
| 2019–20      | Barys Nur-Sultan   | KHL          | 8   | 1             | 2             | 3             | 2             | —             | — | —        | —        | —        |          |          |
| 2019–20      | Linköping HC       | SEL          | 38  | 6             | 10            | 16            | 16            | —             | — | —        | —        | —        |          |          |
| 2020–21      | HKm Zvolen         | SHL          | 17  | 3             | 6             | 9             | 10            | —             | — | —        | —        | —        |          |          |
| 2020–21      | Cleveland Monsters | AHL          | 25  | 3             | 9             | 12            | 4             | —             | — | —        | —        | —        |          |          |
| 2021–22      | Cleveland Monsters | AHL          | 37  | 6             | 11            | 17            | 12            | —             | — | —        | —        | —        |          |          |
| 2022–23      | HC TWK Innsbruck   | ICEHL        | 43  | 28            | 39            | 67            | 45            | 6             | 0 | 5        | 5        | 4        |          |          |
| 2023–24      | SaiPa              | Liiga        | 34  | 7             | 9             | 16            | 59            | —             | — | —        | —        | —        |          |          |
| 2023–24      | HC Oceláři Třinec  | ČHL          | 5   | 2             | 2             | 4             | 0             | 19            | 3 | 3        | 6        | 9        |          |          |
| 2024–25      | HC Bolzano         | ICEHL        |     |               |               |               |               | —             | — | —        | —        | —        |          |          |
| Celkem v AHL | Celkem v AHL       | Celkem v AHL | 251 | 53            | 94            | 147           | 95            | 21            | 4 | 2        | 6        | 8        |          |          |
| Celkem v KHL | Celkem v KHL       | Celkem v KHL | 8   | 1             | 2             | 3             | 2             | —             | — | —        | —        | —        |          |          |
| Celkem v SEL | Celkem v SEL       | Celkem v SEL | 38  | 6             | 10            | 16            | 16            | —             | — | —        | —        | —        |          |          |